# Jonathan Ferrari
Jonathan Ferrari (Junín, 8 maggio 1987) è un calciatore argentino, difensore dell'All Boys.

## Caratteristiche tecniche
Gioca come difensore centrale.